# 11 punti nel Negev
 — Insediamenti esistenti fino ad oggi
Gli 11 punti nel Negev (in ebraico 11 הנקודות‎? o אחת-עשרה הנקודות, Achat-Esre HaNekudot) è un'espressione che si riferisce a un piano dell'Agenzia ebraica di stabilire undici insediamenti nel Negev nel 1946, prima della spartizione della Palestina e della fondazione dello Stato di Israele.

## Storia

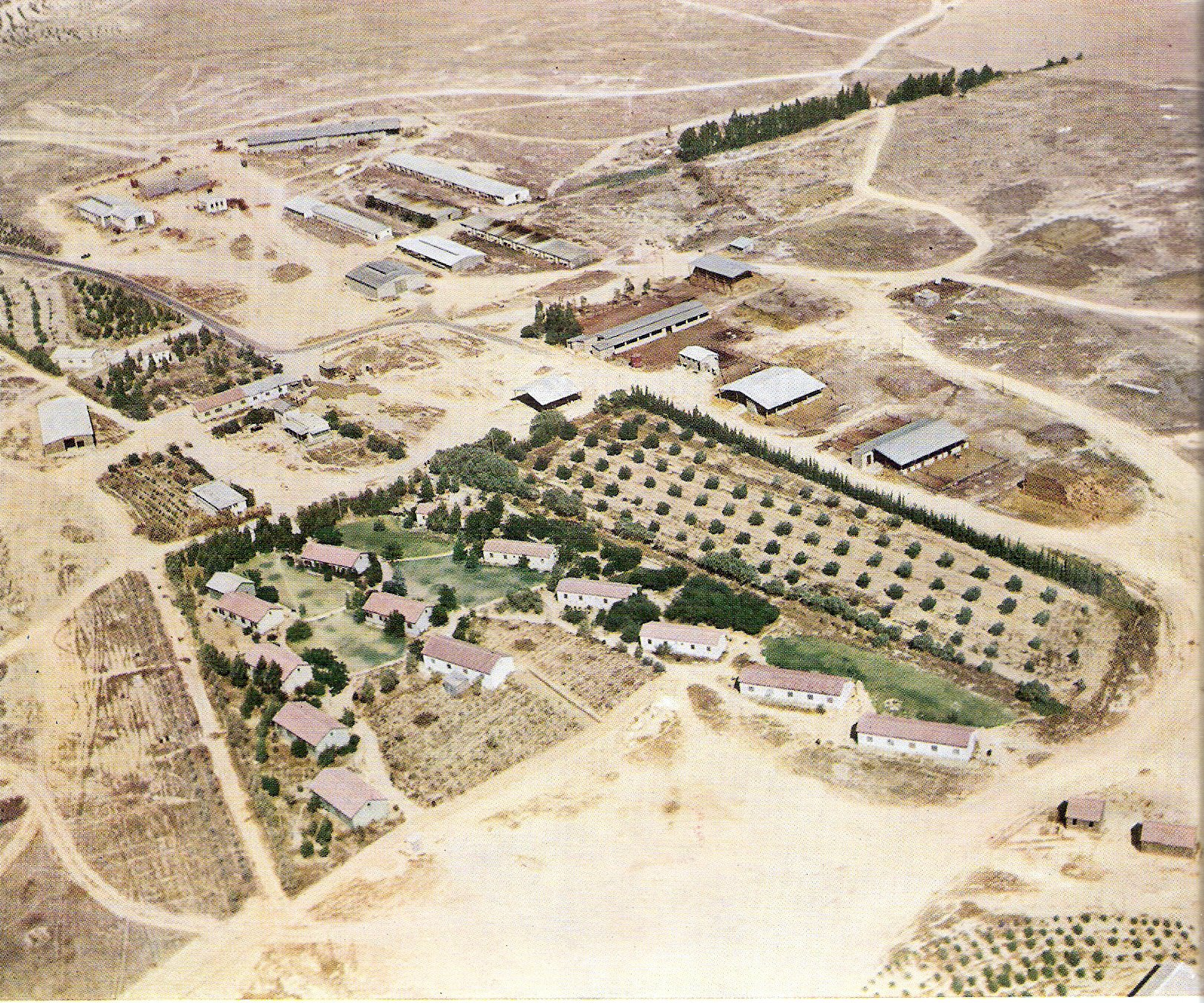
Veduta aerea di Hatzerim, 1958

Al fine di assicurare una presenza ebraica nell'area, prima della spartizione della Palestina, fu ideato un piano per stabilire undici "punti" di insediamenti ebraici nel Negev. A ciò seguì la pubblicazione del Piano Morrison-Grady, una proposta di spartizione in cui il Negev doveva far parte di uno Stato arabo. Il Fondo Nazionale Ebraico, l'Agenzia ebraica, l'Haganah e la compagnia idrica Mekorot lanciarono unitamente un’iniziativa per colonizzare il Negev e, auspicabilmente, per includere tale area come parte di uno stato ebraico.
Nella notte tra il 5 e il 6 ottobre 1946, dopo il digiuno dello Yom Kippur, i coloni, inclusi i membri del kibbutz di Ruhama e Gvulot, si accamparono in undici località predeterminate nel Negev. Gli undici insediamenti erano (in ordine alfabetico):
- Be'eri
- Gal On
- Hatzerim

- Kedma
- Kfar Darom
- Mishmar HaNegev

- Nevatim
- Nirim
- Shoval

- Tkuma
- Urim

## Eredità e commemorazione
Oggi a Revivim si trova un museo che celebra gli undici punti. Nel 1996 Israele emise un francobollo che celebrava il cinquantesimo anniversario del loro insediamento.